# Qualificazioni al campionato mondiale di calcio 2006 - UEFA (gruppo 7)

## Classifica
| Squadra              | Pt | G  | V | N | P  | GF | GS | DR  |
| -------------------- | -- | -- | - | - | -- | -- | -- | --- |
| Serbia e Montenegro  | 22 | 10 | 6 | 4 | 0  | 16 | 1  | +15 |
| Spagna               | 20 | 10 | 5 | 5 | 0  | 19 | 3  | +16 |
| Bosnia ed Erzegovina | 16 | 10 | 4 | 4 | 2  | 12 | 9  | +3  |
| Belgio               | 12 | 10 | 3 | 3 | 4  | 16 | 11 | +5  |
| Lituania             | 10 | 10 | 2 | 4 | 4  | 8  | 9  | -1  |
| San Marino           | 0  | 10 | 0 | 0 | 10 | 2  | 40 | -38 |

## Risultati
| Serravalle 4 settembre 2004 | San Marino | 0 – 3 | Serbia e Montenegro |  |

| Charleroi 4 settembre 2004 | Belgio | 1 – 1 | Lituania |  |

| Kaunas 8 settembre 2004 | Lituania | 4 – 0 | San Marino |  |

| Arbitro: | De Santis |

|           |           |             |
| 75’ Bolic | Marcatori | 67’ Vicente |

| Arbitro: | Milton Nielsen |

|                  |           |  |
| Luque 5’ Raùl 5’ | Marcatori |  |

| Sarajevo 9 ottobre 2004 | Bosnia ed Erzegovina | 0 – 0 | Serbia e Montenegro |  |

| Belgrado 13 ottobre 2004 | Serbia e Montenegro | 5 – 0 | San Marino |  |

| Vilnius 13 ottobre 2004, ore 20:15 | Lituania | 0 – 0 | Spagna | LFF Stadionas (6.000 spett.)\| Arbitro: \| Poulat \| |
| Arbitro:                           | Poulat   |       |        |                                                      |

| Serravalle 17 novembre 2004 | San Marino | 0 – 1 | Lituania |  |

| Bruxelles 17 novembre 2004 | Belgio | 0 – 2 | Serbia e Montenegro |  |

| Arbitro: | Clark |

|                                                           |           |  |
| Joaquìn 15’ F. Torres 32’ Raùl 42’ Guti 61’ Del Horno 75’ | Marcatori |  |

| Bruxelles 26 marzo 2005 | Belgio | 4 – 1 | Bosnia ed Erzegovina |  |

| Belgrado 30 marzo 2005, ore 21:00 | Serbia e Montenegro | 0 – 0 | Spagna | Stadio Rajko Mitic (50.000 spett.)\| Arbitro: \| Busacca \| |
| Arbitro:                          | Busacca             |       |        |                                                             |

| Sarajevo 30 marzo 2005 | Bosnia ed Erzegovina | 1 – 1 | Lituania |  |

| Serravalle 30 marzo 2005 | San Marino | 1 – 2 | Belgio |  |

| Arbitro: | Farina |

|           |           |  |
| Luque 68’ | Marcatori |  |

| Belgrado 4 giugno 2005 | Serbia e Montenegro | 0 – 0 | Belgio |  |

| Serravalle 4 giugno 2005 | San Marino | 1 – 3 | Bosnia ed Erzegovina |  |

| Arbitro: | Bennett |

|              |           |               |
| Marchena 90’ | Marcatori | 38’ Misimovic |

| Belgrado 3 settembre 2005 | Serbia e Montenegro | 2 – 0 | Lituania |  |

| Zenica 3 settembre 2005 | Bosnia ed Erzegovina | 1 – 0 | Belgio |  |

| Arbitro: | Poll |

|          |           |            |
| Raùl 19’ | Marcatori | 68’ Kezman |

| Anversa 7 settembre 2005 | Belgio | 8 – 0 | San Marino |  |

| Vilnius 7 settembre 2005 | Lituania | 0 – 1 | Bosnia ed Erzegovina |  |

| Zenica 8 ottobre 2005 | Bosnia ed Erzegovina | 3 – 0 | San Marino |  |

| Arbitro: | Michel |

|  |           |                    |
|  | Marcatori | 57’, 59’ F. Torres |

| Vilnius 8 ottobre 2005 | Lituania | 0 – 2 | Serbia e Montenegro |  |

| Belgrado 12 ottobre 2005 | Serbia e Montenegro | 1 – 0 | Bosnia ed Erzegovina |  |

| Vilnius 12 ottobre 2005 | Lituania | 1 – 1 | Belgio |  |

| Arbitro: | Meyer |

|  |           |                                                                 |
|  | Marcatori | 1’ A. Lopez 2’, 78’, 89’ (rig.) F. Torres 31’, 48’ Sergio Ramos |